# Average Joe (USA)
 Der er for få eller ingen kildehenvisninger i denne artikel, hvilket er et problem. Du kan hjælpe ved at angive troværdige kilder til de påstande, som fremføres i artiklen.

Udtrykkene average Joe, ordinary Joe, Joe Sixpack, Joe Lunchbucket, Joe Snuffy, Joe Blow, Joe Schmo (for mænd) og ordinary Jane, average Jane, and plain Jane (for kvinder) bruges primært i Nordamerika til at referere til en helt gennemsnitlig person, der typisk er en gennemsnitlig amerikaner. Det kan bruges både til at give billedet af en hypotetisk "fuldstændig gennemsnitlig person" eller til at beskrive en eksisterende person. Lignende udtryk på andre sprog for lokale ækvivalenter findes på verdensplan.
I dag giver statistik fra det amerikanske handelsministerium oplysninger om de samfundsmæssige attributter hos dem, der kan betegnes som "gennemsnitlige". Mens nogle individuelle attributter let identificeres som værende gennemsnitlige, f.eks. median-indkomsten, kan andre karakteristika, såsom familieordninger, muligvis ikke identificeres som gennemsnitlige.
I 2001 var der eksempelvis ikke en enkelt husstandsordning, der udgjorde mere end 30% af de samlede husstande. Gifte par uden børn var det mest almindelige og udgjorde 28,7% af alle husstande. Det ville ikke desto mindre være unøjagtigt at konstatere, at den gennemsnitlige amerikaner lever i parforhold uden børn, da 71,3% ikke gør det. Andre "gennemsnitlige" karakteristika er nemmere at identificere.
Med hensyn til social klasse kan den gennemsnitlige amerikaner beskrives som enten middel- eller arbejderklasse. Eftersom sociale klasser mangler tydelige grænser, kan den gennemsnitlige amerikaner muligvis have en status i det område, hvor den lavere middel- og øvre arbejderklasse overlapper. Samlet set tjente de gennemsnitlige amerikanere, der er 25 år eller ældre, omtrent 32,000 US$ om året, har ikke en universitetsuddannelse, har været, er eller bliver gift samt skilt mindst en gang i løbet af deres liv, bor i deres egne hjem i forstæder, og har et funktionærjob på kontor.
"Average Joes" er ofte anvendt til karakterer i fjernsyn eller film, tegneserier, romaner eller radiodramaer. På fjernsyn kan følgende eksempler på "average Joes" nævnes: Doug Heffernan (King of Queens), Alan Harper (Two and a Half Men) og Homer Simpson (The Simpsons). I filmen Dodgeball: A True Underdog Story ejer hovedpersonen Peter et fitnesscenter for dem, der ikke ønsker en intensiv træning, og mæcenerne i fitnesscentret er alle lidt overvægtige. Fitnesscentret hedder Average Joe's Gymnasium.
I virkeligheden, som optegnet i sin bestseller The Average American: The Extraordinary Search for the Nation's Most Ordinary Citizen, gennemførte Kevin O'Keefe med succes en landsdækkende søgning efter den person, der statistisk set var den mest gennemsnitlige i USA i løbet af et flerårigt år spænd, der startede i 2000. Newsweek proklamerede følgende om bogen: "Rejsen mod det almindelige har aldrig været så bemærkelsesværdig".